# Homologatie (adel)
Homologatie is de bevestiging van buitenlandse adellijke titels.

## Geschiedenis
Sinds 1814 bestaat er in het Koninkrijk der Nederlanden een wettelijk gecodificeerde Nederlandse adel. Personen werden van adel door benoeming in de ridderschappen of door erkenning van oude adel, door inlijving van personen aan wier geslacht een buitenlands adelsdiploma was toegekend, of door verheffing in de adel.
Bij de verlening van adellijke titels konden 1) oude inheemse titels worden erkend, 2) nieuwe titels worden verleend, of 3) de bij buitenlandse adelsdiploma's verleende titels worden bevestigd. De juridische term voor deze bevestiging van buitenlandse adellijke titels is "homologatie". Deze homologatie van titels vindt vaak plaats bij de inlijving van een buitenlands adellijk geslacht in de Nederlandse adel en geldt normaliter voor alle adellijke personen van zo'n geslacht.
Volgens de Wet op de adeldom (in werking getreden op 1 augustus 1994) kan inlijving van buitenlandse edellieden nog steeds plaatsvinden. Dit kan gebeuren volgens de bepalingen uit de wet:
"Inlijving in de Nederlandse adel kan slechts plaatsvinden ten aanzien van personen wier geslacht behoort tot de wettelijk erkende adel van een staat met een vergelijkbaar adelsstatuut en die het verzoek tot inlijving hebben gedaan
- a. tezamen met het verzoek tot verlening van het Nederlanderschap;
- b. tezamen met het afleggen van de verklaring ter verkrijging van het Nederlanderschap door optie;
- c. tezamen met het bereiken van de meerderjarigheid bij de verkrijging van het Nederlanderschap van rechtswege indien de vader van de verzoeker het Nederlanderschap niet van rechtswege heeft verkregen."

### Overgangsregeling
Tussen 1 augustus 1994 en 1 augustus 1999 gold een overgangsregeling waarbij niet aan de onder a-c genoemde bepalingen hoefde te worden voldaan. De vier inlijvingen volgens deze overgangsregeling zijn:
- bij KB van 15 mei 1996 voor leden van het geslacht De Bourbon de Parme
- bij KB's van 21 mei 1996 tot 21 oktober 1998 voor leden van het geslacht De Lange
- bij KB van 17 juli 1999 voor leden van het geslacht Von Devivere
- bij KB van 8 november 2002 voor een lid van de familie Ollongren, het verzoek dat aan die laatste inlijving ten grondslag lag was ingediend voor 1 augustus 1999.

Homologatie van titels vond hier alleen plaats bij de geslachten De Bourbon de Parme, met erkenning van de titel "Prins" (overgang op allen), en Von Devivere, met erkenning van de titel "Ridder" (overdraagbaar op alle mannelijke afstammelingen). Bij de andere twee geslachten was geen sprake van homologatie aangezien zij werden ingelijfd als ongetitelde adellijke families.

### Vigerende regeling
Sinds 1 augustus 1999 kan inlijving alleen plaatsvinden conform de vermelde regels. Volgens deze vigerende regelgeving heeft eenmaal inlijving plaatsgevonden: voor een lid van de familie Prisse (2001) met homologatie van de titel "Baron" (overgang bij eerstgeboorte).